# Mesanthura excelsa
Mesanthura excelsa là một loài chân đều trong họ Anthuridae. Loài này được Pires miêu tả khoa học năm 1981.